# 기리고촌
기리고촌(切木村)은 사가현 히가시마쓰우라군에 있던 촌이다. 현재의 가라쓰시, 히가시마쓰우라군 겐카이정에 해당한다.

## 역사
- 1889년 4월 1일 - 정촌제 시행에 의해 15개 촌이 합병해 기리고촌이 성립하였다.
- 1958년 1월 1일 - 가라쓰정에 편입해 폐지되었다.

## 참고문헌
- 角川日本地名大辞典 41 佐賀県
- 『市町村名変遷辞典』東京堂出版、1990年。